# Arresa
Arresa (aragonesisch L'Arresa) ist ein spanischer Ort in den Pyrenäen in der Provinz Huesca der Autonomen Gemeinschaft Aragonien. Der Ort gehört zur Gemeinde Fiscal. Arresa hatte im Jahr 2015 sieben Einwohner.
Arresa liegt circa drei Kilometer südöstlich von Fiscal am rechten Ufer des Ara. Der Ort ist über die Nationalstraße N-260 zu erreichen.